# Calycomyza malvae
Calycomyza malvae är en tvåvingeart som beskrevs av Burgess 1880. Calycomyza malvae ingår i släktet Calycomyza och familjen minerarflugor. Inga underarter finns listade i Catalogue of Life.